# Toyota Land Cruiser Prado
Le Toyota Land Cruiser Prado est une voiture de taille moyenne à quatre roues motrices appartenant à la gamme Toyota Land Cruiser produite par le constructeur automobile japonais Toyota Motor Corporation. Il est produit depuis 1984.
En Europe, il est vendu sous le nom de Toyota Land Cruiser LC3, LC4 ou LC5 (selon sa génération) ou sous celui de son numéro de série (LC 70, LC 90, LC 120 et LC 150). En Amérique du Nord, il ne fait pas partie de la gamme Land Cruiser, mais il est vendu sous le nom de Lexus GX pour les deux générations de 2003 et de 2009, avec une carrosserie presque identique et un moteur V8.

## Prédécesseur

### J70 (1984-1990)

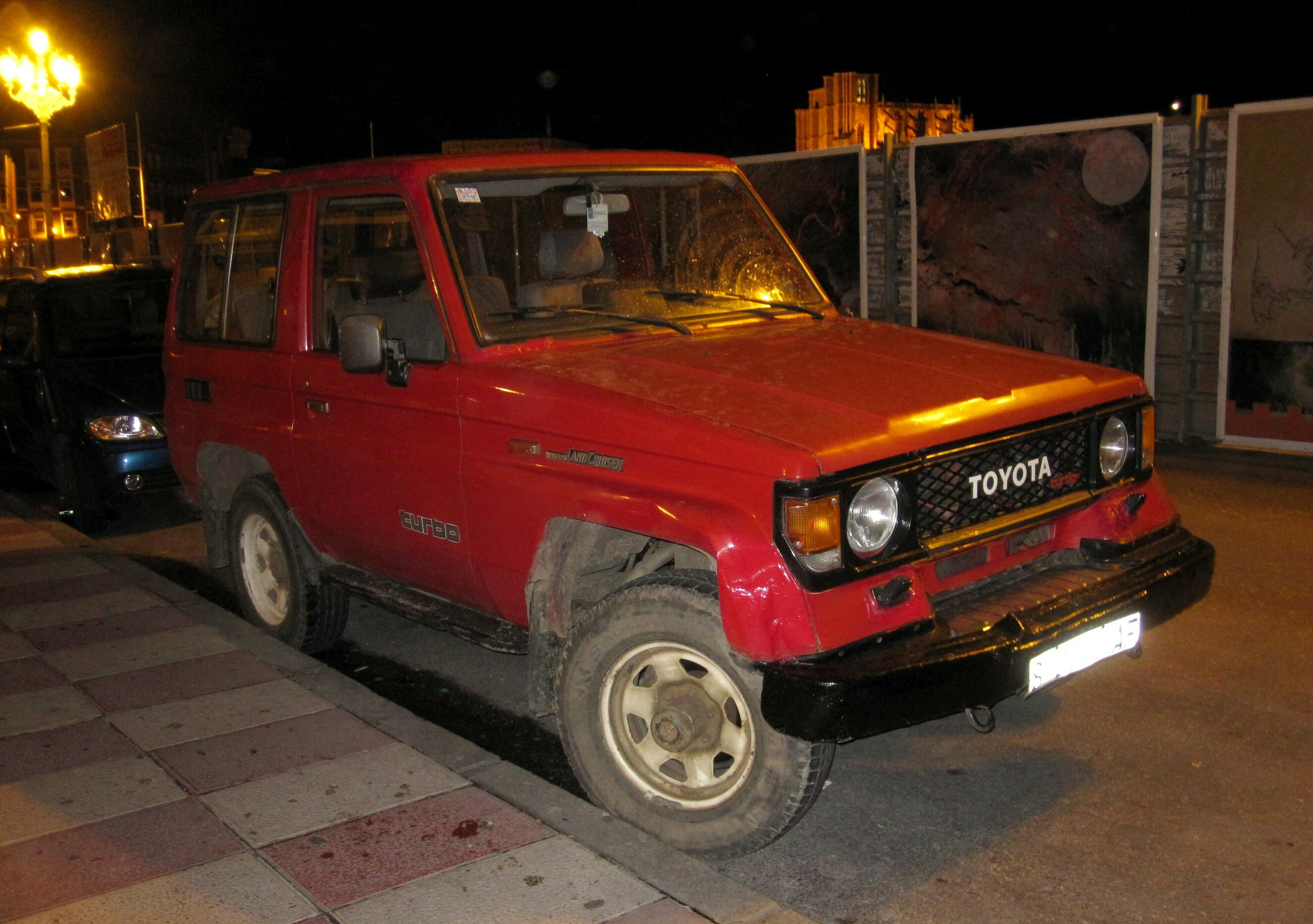
Toyota Land Cruiser J70

Le Toyota Land Cruiser J70 a été commercialisé en 1984 pour succéder au J40. Il l'y est toujours dans de nombreux pays au Nigeria, à Oman et au Nicaragua. Il s'agit de la quatrième génération de Land Cruiser et la première du Land Cruiser Prado.

## Troisième génération (2002-2009)
Plus connu sous le nom de Toyota Prado dans certains pays, le Toyota Land Cruiser Série 12, sorti en 2002 pour remplacer le Série 9, est aussi l'un des plus répandus en Afrique. Il n'a pas été commercialisé aux États-Unis.

## Quatrième génération (2009-2023)
La dixième génération de Land Cruiser est commercialisée à partir d'octobre 2009 pour succéder au J12. Il est resté esthétiquement très proche de la version précédente et ressemble à un simple restylage alors qu'il a beaucoup évolué. En France et en Allemagne il porte le nom de Land Cruiser, en Autriche Land Cruiser 300, aux États-Unis Lexus GX 460, et sur certains marchés Prado ou Land Cruiser Prado. Ce véhicule tout-terrain est proposé en variante 3 ou 5 portes.

## Présentation
Selon les marchés, il est disponible avec une roue de secours montée sous le plancher ou sur la porte arrière. Les véhicules européens ont la roue de secours montée sous le plancher, tandis qu'en Australie et en Argentine, la roue de secours est montée sur la porte arrière, ce qui laisse de la place pour un réservoir de carburant auxiliaire, souhaitable dans les pays où de longs trajets dans des zones isolées peuvent être nécessaires. La capacité de carburant à double réservoir est de 150 L (87 L dans le réservoir principal, 63 L dans le réservoir auxiliaire)
Les sièges amovibles de la troisième rangée de la version 5 portes de génération précédente (J120) ont été remplacés par des sièges rabattables dans le plancher qui ne peuvent accueillir que deux personnes, ce qui est responsable d'une perte de capacité de chargement, de la réduction de la capacité du double réservoir de carburant et de la hauteur utilisable dans le compartiment de chargement.
Sur les finitions Kakadu (Australie) et ZR trois portes haut de gamme, six positions de caméra permettent de voir vers l'avant et vers le bas, vers les côtés à l'avant et à l'arrière, et vers l'arrière. Le moteur est resté le même, bien que les rapports de changement de vitesse automatique aient été modifiés pour une économie de carburant maximale plutôt que pour des performances maximales, même en mode Sport.
Le Land Cruiser est doté d'une doubles triangulations sur l'essieu avant et d'un essieu rigide à l'arrière. Les roues sont entraînées via une transmission automatique intégrale à cinq vitesses ou une transmission manuelle à six vitesses.
Jusqu'en août 2015, il existait un moteur diesel quatre cylindres d'une cylindrée de trois litres et d'une puissance de 140 kW (190 ch) à 3 400 tr/min. Le couple maximal de 420 Nm est atteint entre 1 600 et 2 800 tr/min. La consommation mixte de la version à trois portes est de 8 l/100 km (210 g/km d'émissions de CO 2 ) en utilisant la transmission manuelle et de 8,4 l/100 km (220 g/km) en utilisant la transmission automatique. Le modèle cinq portes consomme 0,1 l/100 km de plus. La vitesse de pointe est de 175 km/h et l'accélération de 0 à 100 km/h s'effectue en 11,7 secondes avec la transmission manuelle (transmission automatique : 12,4 secondes).
Le Land Cruiser est équipé de freins à disques ventilés à l'avant et à l'arrière. Avec un poids total autorisé de 2,6 tonnes/2,99 tonnes (trois portes/cinq portes), la charge utile possible est de 385 à 835 kilogrammes, selon l'équipement du véhicule. Les remorques non freinées peuvent peser jusqu'à 750 kilogrammes. La charge de la remorque, freinée jusqu'à une pente de douze pour cent, est de trois tonnes. Le réservoir de gazole contient 87 litres.

### Phase 2
En 2013, il est restylé. En 2015, il reçoit un nouveau moteur diesel inédit 2.8 D-4D 1GD-FTV de 177 ch répondant à la nouvelle norme antipollution Euro 6 en remplacement du 3.0 D-4D de 190 ch. En juin 2015, Toyota a amélioré le moteur à essence Dual VVT-i, augmentant la puissance à 281 cv et le couple à 381 Nm. La transmission automatique est désormais une Aisin AC60F à 6 vitesses .

### Phase 3
En 2017, au salon de l'automobile de Francfort, est présenté le second restylage du 4x4 pour le Japon, l'Europe, la Turquie et l'Australasie : les phares s'affinent, la calandre et les boucliers sont redessinés ainsi que l'intérieur des feux arrière.

### Motorisations
En septembre 2020, Toyota porte la puissance du 4-cylindres diesel de 177 ch à 204 ch pour un couple de 500 N m.

### Finitions
- Cap
- Life
- Légende Navi
- Lounge
- Lounge Pack Techno

## Cinquième génération (2023-)
La 5e génération de Land Cruiser Prado (ou Toyota Land Cruiser en Europe) est présentée le 2 août 2023 et commercialisée au second trimestre 2023.

### Finitions
- Le Cap[9]
- Life
- Légende
- Lounge

Série limitée
- First Edition, limitée à 3 000 exemplaires en Europe en 2023[10].
  - Elle se distingue par ses projecteurs ronds faisant référence à son ancêtre Land Cruiser BJ de 1951.